# Иберийское поселение де Кан Фатхо
Иберийское поселение де Кан Фатхо было обнаружено на холме Замок Рубин. Здесь были проведены раскопки, которые выявили, что человеческая деятельность началась здесь в конце VI века до н. э. Возможно, что этот памятник мог являться центром древнего города Rubricata, о котором упоминал географ Клавдий Птолемей во II веке.
Самые древние остатки памятника датируются V веком до н. э., поздняя граница доходит до первой половины II века.
Иберы возвели крепостные стены и башни на холме Кан Фатхо, который находится на важном древнем пути — Геркулесовой дороге, где до сих пор сохранились печь иберо-романской эпохи. Здесь были обнаружены стены и два колодца IV века до н. э., один из них самый древний в Каталонии.
Во времена римской колонизации, памятник являлся центром поселения, жители которого занимались сельским хозяйством. Постепенно, поселение приобретало все большее значение. Позже, оно полностью исчезло. Самым интересным в этом памятнике является скопление зернохранилищ (campo de silos), которое возвышается примерно в 200 метрах к югу от замка, на холме, расположенной на правом берегу реки Руби, как и замок.